# 半日安
半日安（1902年—1964年），原名李鴻安，廣東南海人，著名粵劇丑生，妻子是著名花旦上海妹。他與李海泉，廖俠懷和葉弗弱合稱「粵劇四大名丑」。

## 生平
早年師從馬師曾，替他改藝名「半日安」，取自詩句「君子難求半日安」。1931年，跟隨馬師曾到美國演出粵劇，認識著名花旦上海妹。兩人結婚後，育有一子一女。
在「覺先聲」的首本有《嫣然⼀笑》、《前程萬⾥》、《王昭君》、《藍袍惹桂香》、《西施》、《含笑飲砒霜》等。由馮志芬編劇、上海妹、薛覺先及半日安合演的《胡不歸》大受歡迎，被觀眾稱為「原裝胡不歸」。半⽇安熟悉薛派名劇，演《花染狀元紅》、《胡不歸》等劇，毫不保留把薛、妹、安的私伙介⼝，在還沒有相關可應用科學技術的年代，演繹給林家聲、李寶瑩、陳好逑等年青演員知道，親自現身說法、執手相教。
遺作芳艷芬黑白粵語電影為其演出這劇唯一仍然存世的教材。
薛覺先最後一位入室弟子林家聲晚年傳承《胡不歸》給學生們時，使用私人攝錄的譚定坤（新梁醒波）與他演出時影像視頻作為教材，確保後學得到最好學習榜樣。
1964年3月3日，半日安於九龍法國醫院病逝。 粵劇名伶阮兆輝認為半日安是因戒鴉片煙以致身體出現毛病後逝世。

## 電影作品
演員（231部）

| - 扭計祖宗（1934年） - 一夜風流（1935年） - 半面西施（1939年） - 大俠甘鳳池（1939年） - 第八天堂（1939年） - 左慈戲曹操（1941年）... 曹操 - 富貴浮雲（1948年）... 殷果 - 好女兩頭瞞（1948年） - 四大天王（1948年） - 雙人頭賣武（1948年） - 陳夢吉與荒唐鏡（1949年） - 寶玉奇緣（1949年） - 大四喜（1949年）... 李亞安 - 五福臨門（1950年）... 鄧老福 - 銀海春光（1951年） - 歌唱沙三少（1951年） - 歌唱胡不歸（1952年） - 光緒王夜祭珍妃（1952年） - 風流夜合花（1953年） - 菱花夢（1955年） - 醉打金枝（1955年） - 玉葵寶扇（1955年）... 梅知府 - 呆佬拜壽（1956年） - 奇人奇遇（1956年） - 鄉下佬尋仔（1956年） - 狂風暴雨吊寒梅（1956年） - 失匙夾萬（1956年） - 同撈同煲（1956年）... 肥佬陳 - 花好月圓（1956年） - 包公奇案（1957年） - 插錯美人頭（1957年） - 狀元紅（1957年） - 宮主刁蠻駙馬嬌（1957年） - 對錯親家（1957年） - 無頭東宮生太子（下集大結局）（1957年） - 無頭東宮救太子（無頭東宮生太子第三集）（1957年） - 烈女春香（1957年）... 賈學道 - 無頭東宮生太子（上集）（1957年） - 花神（1957年） - 狐仙奇緣（1957年） - 包公合珠記（1957年） - 紅鸞喜（1957年） - 天姬送子（1957年） - 洛神（1957年） - 胡不歸（1958年） - 風流天子與多情孟麗君（1958年） - 七賢春（1958年） - 喜滿人間福滿棠（1958年） - 一年一度燕歸來（1958年） - 蛇美人劈山尋太子（上集）（1958年） - 文姬歸漢（1958年） - 重見月團（1958年） - 夫榮妻未貴（1958年） - 蛇美人劈山尋太子（下集）（1958年） - 秦香蓮（1958年） - 一把存忠劍（1958年） - 戰地笳聲海棠紅（1958年）... 符羽 - 喜臨門（1958年） - 女攝青鬼乞米養孤兒（上集）（1958年） - 三審狀元妻（1958年） - 蘇小妹三難新郎（1958年） - 魂化瑤台夜合花（1958年） - 黃飛虎反五關（續集）（1958年） - 桃花仙子（1958年） - 乞兒狀元（1958年） - 柳毅傳書（1958年） - 一入侯門深似海（1958年） - 硃痕記（1958年） - 七彩碧海狂僧（1958年） - 紅娘（1958年） - 平步青雲（上集）（1959年） - 漢武帝夢會衛夫人（1959年） - 鴛鴦福祿（1959年） - 妹仔王掛帥平西（1959年） - 三司會審殺姑案（1959年） - 王寶釧（1959年） - 金殿審人頭（上集）（1959年） - 琴姑（上集）（1959年）... 麥靄亭 - 女鬼嫁狀元（上集）（1959年）... 包狀 - 女鬼嫁狀元（下集）（1959年）... 包狀 | - 蛋家公主爭駙馬（1959年）... 梁順水 - 山東紮腳穆桂英（上集）（1959年） - 除卻巫山不是雲（1959年） - 燕雙飛（1959年） - 穿金寶扇（1959年） - 金殿審人頭（大結局）（1959年） - 三姐下凡（1959年） - 桂枝告狀（1959年） - 楊八妹取金刀（1959年） - 掃把精（1959年） - 杜鵑啼血點點紅（1959年） - 琴姑（下集大結局）（1959年）... 麥靄亭 - 可憐女（1959年） - 雙孝子劈棺救母（1959年）... 福伯 - 枇杷巷口故人來（1959年） - 六月雪（1959年） - 沙三少情殺譚阿仁（1959年） - 平步青雲（大結局）（1959年） - 冤枉相思（1959年） - 紅菱巧破無頭案（1959年） - 有仔萬事足（1959年） - 兩傻捉鬼記（1959年） - 山東紮腳穆桂英（下集）（七彩胭脂將）（1959年） - 四郎探母（1959年） - 獅吼記（1959年） - 雙考女萬里尋親（1960年）... 昌伯 - 金鏢黃天霸（上集）（1960年） - 天緣巧合（1960年） - 芸娘（1960年）... 何氏 - 百萬軍中藏阿斗（1960年） - 考道（1960年）... 二少 - 丁家驥 - 李仙傳（1960年） - 飛頭公主滴血救親夫（1960年） - 骨肉情深姊妹花（1960年） - 七兒八女九狀詞（1960年）... 保叔 - 三十年胭脂淚（1960年） - 三把憐香劍（1960年） - 天倫鏡（1960年） - 孝感動天（上集）（1960年）... 李九如 - 金鏢黃天霸（下集）（1960年） - 富貴榮華（1960年） - 錦羅記（1960年）... 章母 - 月下奇逢（1960年）... 九叔 - 美人計（1960年） - 考子鬧天宮（1960年） - 教子逆君皇（1960年） - 龍鳳合歡花（1960年） - 三屍四命五重冤（1960年）... 周希仁 - 忠孝雙全並蒂花（1960年）... 陳川 - 飛頭公主雷電鬥飛龍（1960年） - 猩猩女飛馬斬魔龍（下集）（1960年） - 夜祭碧桃花（1960年） - 亞福過年（1960年） - 非夢奇緣（1960年） - 四季蓮花（1960年） - 花王之女（1960年） - 女黑俠飛鵝嶺救夫（1960年） - 俠侶恩仇（1961年） - 小甘羅拜相（1961年） - 小狀元（1961年）... 大叔 - 百鳥朝凰（1961年） - 神蛇飛虎救正宮（1961年） - 沉香太子毒龍潭救母（下集）（1961年） - 漢宮英烈傳（1961年） - 十載含冤為我郎（1961年）... 尤員外 - 桃花扇（1961年） - 十三歲封王（1961年） - 小俠白金龍（1961年） - 冤魂塔（1961年） - 楊門女將告御狀（1961年）... 宋帝 - 女飛俠紅姑（1961年） - 火網英雄傳（1961年）... 欽差 - 金鳳斬蛟龍（1961年）... 反串金夫人 - 一命救全家（1961年） - 夜光杯（下集）（1961年） - 三戰定江山（1961年） - 夜光杯（上集）（1961年） - 一文錢（1961年） | - 萬里尋親記（1961年）... 王夫 - 慈母千秋（1961年）... 貴叔 - 傻俠勤王（1961年）... 黑玄壇 - 無敵楊家將（1961年） - 大鄉里出城（1961年） - 無頭女賣頭尋夫（1961年）... 柳文恭 - 沉香太子毒龍潭救母（上集）（1961年） - 小紅娘（1961年） - 情場烏龍（1961年） - 狄青（1961年） - 花木蘭（1961年） - 戇姑爺（1961年） - 風塵俠侶（1961年） - 奇女薛一娘（1962年） - 百行孝為先（1962年） - 打死不離親兄弟（1962年） - 飛天寶扇鬥燈（1962年） - 小甘羅拜相（大結局）（1962年） - 女附馬金殿鳴冤（1962年） - 女俠戲金龍（1962年） - 平陽公主替子受斬刑（1962年）... 凌國圖 - 血洗愛河橋（1962年） - 危城金粉（1962年） - 三告狀（1962年） - 一飛沖天（1962年）... 鬍鬚九 - 福祿雙星（1962年） - 白帝城會妻（1962年）... 李虎 - 金鳳銀龍雙掛帥（1962年） - 美人如玉劍如虹（1962年） - 鬼俠（1962年）... 霍達 - 木偶公主（1962年）... 齊翁 - 雙太子飛渡雁門關（1962年） - 金牌計（1962年） - 斬柴仔封王（1962年） - 皇陵會愛妻（1962年） - 灰青五虎平西（1962年） - 蘭貞鬧嚴府（1962年） - 梨渦一笑九重冤（1962年） - 一笑傾城（1962年） - 沉冤得雪（1962年） - 望夫亭（1962年） - 火海勝字旗（1962年） - 望兒樓（1962年） - 一曲琵琶動漢皇（1962年） - 春滿帝皇家（1962年）... 徐昇太監 - 仙鶴神針新傳（上集）（1962年） - 財神到（1962年） - 為郎頭斷也心甜（1963年） - 假玉郎（1963年） - 一點靈犀化彩虹（1963年）... 統領王玉章 - 雷鳴金鼓戰笳聲（1963年） - 新夜吊秋香（1963年） - 老豆賺錢女享福（1963年） - 八仙鬧東（1963年） - 萬事勝意（1963年） - 金鎖匙（1963年） - 萬惡淫為首（1963年） - 仙鶴神針新傳（下集）（1963年） - 半劍一鈴（上集）（1963年） - 天降福星（1963年） - 苦海親情（1963年）... 陳裕生 - 半劍一鈴（下集）（1963年） - 情俠華雲龍（1963年） - 摩登大妗（1963年） - 芬芳香艷喜迎春（1963年） - 血掌印（1964年） - 滿堂吉慶（1964年） - 一彎眉月伴寒衾（1964年） - 無情寶劍有情天（1964年） - 打龍袍（1964年） - 錦秀天堂（1964年）... 粵劇老倌 - 香城九鳳（1964年） - 紅菱血（1964年） |

## 備註
1. ↑  按1964年《工商晚報》的逝世報道，享年62歲[1]，推算為1902年出生。但據《香港當代粤劇人名錄》，出生年份是1904年[2]。